# Аврамій I Єрусалимський
Аврамій - патріарх Єрусалиму в 1775–1787 роках.

## Біографічні дані
У червні 1775 р. обраний патріархом Єрусалимським.
Перші роки його Патріархату співпали з періодом заворушень і повстань на Близькому Сході, від яких дуже постраждало християнське населення. Проте до кінця 1770-х років політична ситуація в Палестині стабілізувалася, і відносини між християнськими конфесіями не були затьмарені конфліктом.
Аврам жив у Константинополі і рідко залишав його, головним чином у пошуках фінансової допомоги у Дунайських князівствах, за допомогою якої він відновив фінанси Братства Святого Гробу. Його представником у Палестині був митрополит Назарет Неофіт, діяннями якого в Яффі було збудовано будівлю для паломників, укріплено базиліку Різдва Христового у Вифлеємі, відновлено багато церков і монастирів і в інших місцях згоріла парафія Панагія Тафота. Ці маєтки були центрами збору коштів, а також станціями для паломників, які подорожували з Росії та Малої Азії в Єрусалим.
Перед смертю він призначив своїм наступником митрополита Кесарійського Прокопія. Помер 2 листопада 1787 року.